# Alpenklassieker 2004
De 14e editie van de Franse wielerwedstrijd Alpenklassieker (Frans: Classique des Alpes 2004) vond plaats op 5 juni 2004. Nadien zou deze wedstrijd niet meer gereden worden. 
Slechts 43 renners wisten de eindstreep te bereiken, van wie er acht buiten de tijdslimiet binnenkwamen: Andrea Peron (Ita), John Gadret (Fra), Anthony Geslin (Fra), Ludovic Martin (Fra), Ivan Basso (Ita), Mickael Pichon (Fra), Patrice Halgand (Fra) en Frédéric Finot (Fra). Zij werden daarom niet opgenomen in de definitieve einduitslag.
De juniorenwedstrijd, die voorafgaand aan de seniorenwedstrijd werd verreden, ging over 86 kilometer en werd gewonnen door de Belg Pieter Jacobs in 2 uur, 30 minuten en 23 seconden, vóór Maxime Bouet (Frankrijk) en Julien Guay (Frankrijk).

## Uitslag
| Alpenklassieker 2004 (165 km) |                        |                        |          |
| Plaats                        | Naam                   | Ploeg                  | Tijd     |
| Winnaar                       | Óscar Pereiro          | Phonak Hearing Systems | 4u32'23" |
| 2                             | Iban Mayo              | Euskaltel-Euskadi      | z.t.     |
| 3                             | José Enrique Gutiérrez | Phonak Hearing Systems | z.t.     |
| 4                             | Carlos Sastre          | Team CSC               | z.t.     |
| 5                             | Thomas Voeckler        | Brioches La Boulangere | z.t.     |
| 6                             | Óscar Sevilla          | Phonak Hearing Systems | z.t.     |
| 7                             | Iñigo Landaluze        | Euskaltel-Euskadi      | z.t.     |
| 8                             | Aleksandr Botsjarov    | Crédit Agricole        | z.t.     |
| 9                             | Paolo Valoti           | Domina Vacanze         | + 1' 07" |
| 10                            | Cyril Dessel           | Phonak Hearing Systems | z.t.     |
|                               |                        |                        |          |
| 25                            | Philippe Gilbert       | Omega Pharma-Lotto     | + 8' 42" |

1991 · 1992 · 1993 · 1994 · 1995 · 1996 · 1997 · 1998 · 1999 · 2000 · 2001 · 2002 · 2003 · 2004